# Баранково (Калузька область)
Баранково (рос. Баранково) — присілок в Думіницькому районі Калузької області Російської Федерації.
Населення становить 10 осіб. Входить до складу муніципального утворення Село Которь.

## Історія
Від 2004 року входить до складу муніципального утворення Село Которь.

## Населення
| 2002 | 2010 | 2012 |
| ---- | ---- | ---- |
| 15   | ↘13  | ↘10  |